# Lladó
Lladó (Lledó d'Empordà) là một đô thị trong ‘‘comarca’’ Alt Empordà, Girona, Catalonia, Tây Ban Nha.